# Bigos
El Bigos es pot considerar el plat nacional de Polònia encara que també és tradicional a Lituània. Es fa amb col agra molt similar al xucrut i amb diversos tipus de carns fresques, embotits com ara la kielbasa, bolets secs i prunes seques. Se serveix calent i es pot enriquir amb verdures, espècies o vi. Tradicionalment, era un plat dels caçadors servit després de la cacera.
Es fa a la brasa tant temps com es pugui, com més temps, millor. Pot estar-s'hi fins a diversos dies amb pauses. De vegades se li afegeix vi rosat per millorar-ne el gust. Antigament, se li afegia vi dolç o mel. El bigos és picant, una mica àcid, no molt dolç i fa olor de carn fumada i de pruna.
En polonès, bigos vol dir desordre o tumult.

## Galeria d'imatges

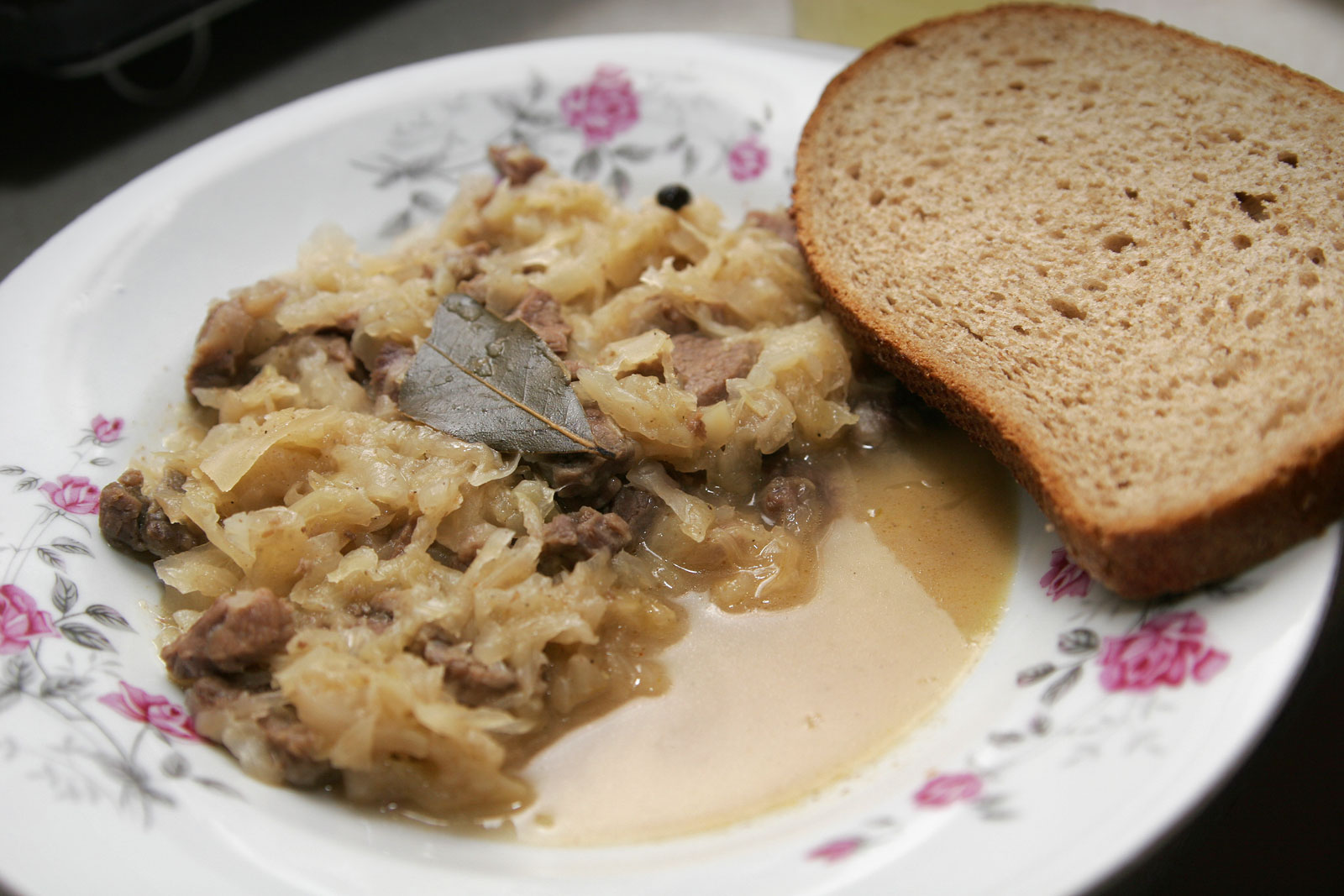
Bigos de vedella, plat tradicional de Polònia i Lituània